# Silver Side Up
Albums de Nickelback
The State (album) The Long Road
Silver Side Up est le 3e album du groupe canadien Nickelback, sorti en 2001.

## Composition du groupe
- Chad Kroeger : chant et guitare
- Ryan Peakes : guitare et chœurs
- Mike Kroeger : basse
- Ryan Vikedal : batterie

## Pistes de l'album
1. Never again - 4:20
2. How You Remind Me - 3:44
3. Woke up this morning - 3:50
4. Too Bad - 3:52
5. Just for - 4:04
6. Hollywood - 3:04
7. Money bought - 3:24
8. Where do I hide - 3:38
9. Hangnail - 3:54
10. Good times gone - 5:18

## Certifications
| Pays        | Association      | Certification | Ventes/Équivalence |
| ----------- | ---------------- | ------------- | ------------------ |
| Allemagne   | BVMI             | platine       | 300 000            |
| Australie   | ARIA             | platine       | 70 000             |
| Autriche    | IFPI Austria     | platine       |                    |
| Belgique    | BEA              | or            |                    |
| Canada      | Music Canada     | 8x platine    | 800 000            |
| États-Unis  | RIAA             | 6x platine    | 6 000 000          |
| Europe      | IFPI Europe      | 2x platine    | 2 000 000          |
| France      | SNEP             | or            | 100 000            |
| Macao       | IFPI Macao       | 3x platine    | 90 000             |
| Pays-Bas    | NVPI             | platine       | 80 000             |
| Royaume-Uni | BPI              | 3x platine    | 900 000            |
| Suisse      | IFPI Switzerland | platine       | 40 000             |